# Chiesa di Sant'Antonio Abate (Venzone)
La chiesa di Sant'Antonio Abate in comune di Venzone (Udine) sorge su di un panoramico pianoro alle falde del monte Plauris lungo la Val Venzonassa ad una altitudine di 852 metri. Raggiungibile solamente per mezzo di alcuni sentieri, è luogo di venerazione per le genti della zona.
Il santo a cui è dedicata è tradizionalmente riconosciuto come protettore del bestiame e dei viaggiatori, invocato contro la malattia detta Fuoco di Sant'Antonio, una forma di herpes molto comune nel passato. Il primo edificio risale probabilmente al XIV secolo, distrutto dal terremoto del 1976, è stato ricostruito nelle sue forme originali tra il 1984 e il 1985.

## Descrizione
L'edificio ha forma rettangolare, abside trapezoidale con volta a botte. La facciata a capanna è caratterizzata da un avancorpo archivoltato su cui si imposta la monofora campanaria a vela.
Il materiale di costruzione dell'edificio originale doveva provenire da cave poste non lontano dalla chiesa stessa. All'interno il pavimento è in cocciopesto con al centro una vasca per l'acquasanta e un forziere per le elemosine. Il soffitto ha travi a vista e tavolato in larice.
Sull'arco d'ingresso si legge la data 1509 e il monogramma AL di Antonio Leoni.

## Opere
L'interno conserva un pregevole ciclo di affreschi datato attorno al 1530, ed attribuito a Gaspare Negro, autore veneziano della prima metà del XVI secolo, seguace del Pordenone e di Raffaello ed abitante ad Udine.
Nell'arco trionfale rimangono alcuni lacerti dell'annunciazione. Nelle pareti dell'abside, dentro arcate a tutto sesto, è raffigurata la teoria dei dodici apostoli; nella lunetta di fondo Sant'Antonio che predica alle genti; nella volta, quattro storie della vita di Sant'Antonio abate e San Paolo l'eremita.
I dipinti si sono salvati dalla distruzione poiché prima del sisma erano stati rimossi per restauro.
All'interno a sinistra si vede il gonfalone con Sant'Antonio abate e l'Evangelista Marco e sull'altare la scultura di bronzo di Santa Chiara di Federico Papi del 1979; a destra, sull'altare, la scultura di Sant'Antonio abate di Antonio Zinutti del 1985.
Annesso alla chiesa originaria, era un romitorio per i pellegrini di cui si hanno notizie già nel 1358. Caduto in disuso già nel XV secolo, venne successivamente trasformato in stavolo. Ne rimangono ora alcune tracce costituite da resti murari dietro l'abside.
Durante i restauri della chiesa sono stati trovati sotto l'altare tre sigilli d'autenticazione di reliquie di forma ogivale di ceralacca della fine del XIV secolo ed una statua di Sant'Antonio abate, attribuita a Domenico da Tolmezzo (inizio XVI secolo).